# Depot von Coblenz (Fund 1)
Das Depot von Coblenz (Fund 1) ist ein archäologischer Depotfund aus der Frühbronzezeit, der bei Coblenz im Landkreis Bautzen entdeckt wurde.
Der Hortfund, bestehend aus zwei Bronzearmringen und zwei Bronzearmbändern, wurde 1885 beim Pflügen eines Ackers gefunden. Die Datierung auf 1800–1600 v. Chr. weist den Fund der Aunjetitzer Kultur zu.